# Tazewell (Tennessee)
Tazewell és una població dels Estats Units a l'estat de Tennessee. Segons el cens del 2000 tenia 2.165 habitants.

## Demografia
Segons el cens del 2000, Tazewell tenia 2.165 habitants, 918 habitatges, i 588 famílies. La densitat de població era de 191,7 habitants/km².
Dels 918 habitatges en un 27,2% hi vivien nens de menys de 18 anys, en un 44,7% hi vivien parelles casades, en un 16,3% dones solteres, i en un 35,9% no eren unitats familiars. En el 32% dels habitatges hi vivien persones soles el 14,1% de les quals corresponia a persones de 65 anys o més que vivien soles. El nombre mitjà de persones vivint en cada habitatge era de 2,2 i el nombre mitjà de persones que vivien en cada família era de 2,73.
Per edats la població es repartia de la següent manera: un 19,4% tenia menys de 18 anys, un 9,4% entre 18 i 24, un 26,2% entre 25 i 44, un 25,6% de 45 a 60 i un 19,4% 65 anys o més.
L'edat mediana era de 41 anys. Per cada 100 dones de 18 o més anys hi havia 79,8 homes.
La renda mediana per habitatge era de 22.288 $ i la renda mediana per família de 32.813 $. Els homes tenien una renda mediana de 25.721 $ mentre que les dones 19.479 $. La renda per capita de la població era de 16.688 $. Entorn del 20% de les famílies i el 22,2% de la població estaven per davall del llindar de pobresa.

## Poblacions més properes
El següent diagrama mostra les poblacions més properes.